# Monte Hacho
Monte Hacho és una muntanya de 204 metres d'altitud que limita la ciutat espanyola de Ceuta.
Situat a l'altra banda de l'estret de Gibraltar, junt amb el penyal de Gibraltar es considera que podria ser una de les mitològiques columnes d'Hércules (l'altre candidat a ser-ho és el Jebel Musa del Marroc).
Fou conegut per les civilitzacions clàssiques com Mons Abila (Munt Abila o Abyla).
El Monte Hacho està situat a la Península d'Almina i és coronat per la Fortalesa d'Hacho, que fou construïda pels romans d'Orient i més tard possessió de musulmans, portuguesos i espanyols. Avui dia és ocupat per l'exèrcit espanyol. El Monte Hacho també té un convent, l'Ermita de San Antonio.